# Leopold Bendix
Leopold Bendix (* 16. September 1818 in Berlin; † 16. März 1883 ebenda) war ein deutscher Historien-, Genre- und Porträtmaler der Düsseldorfer Schule.

## Leben

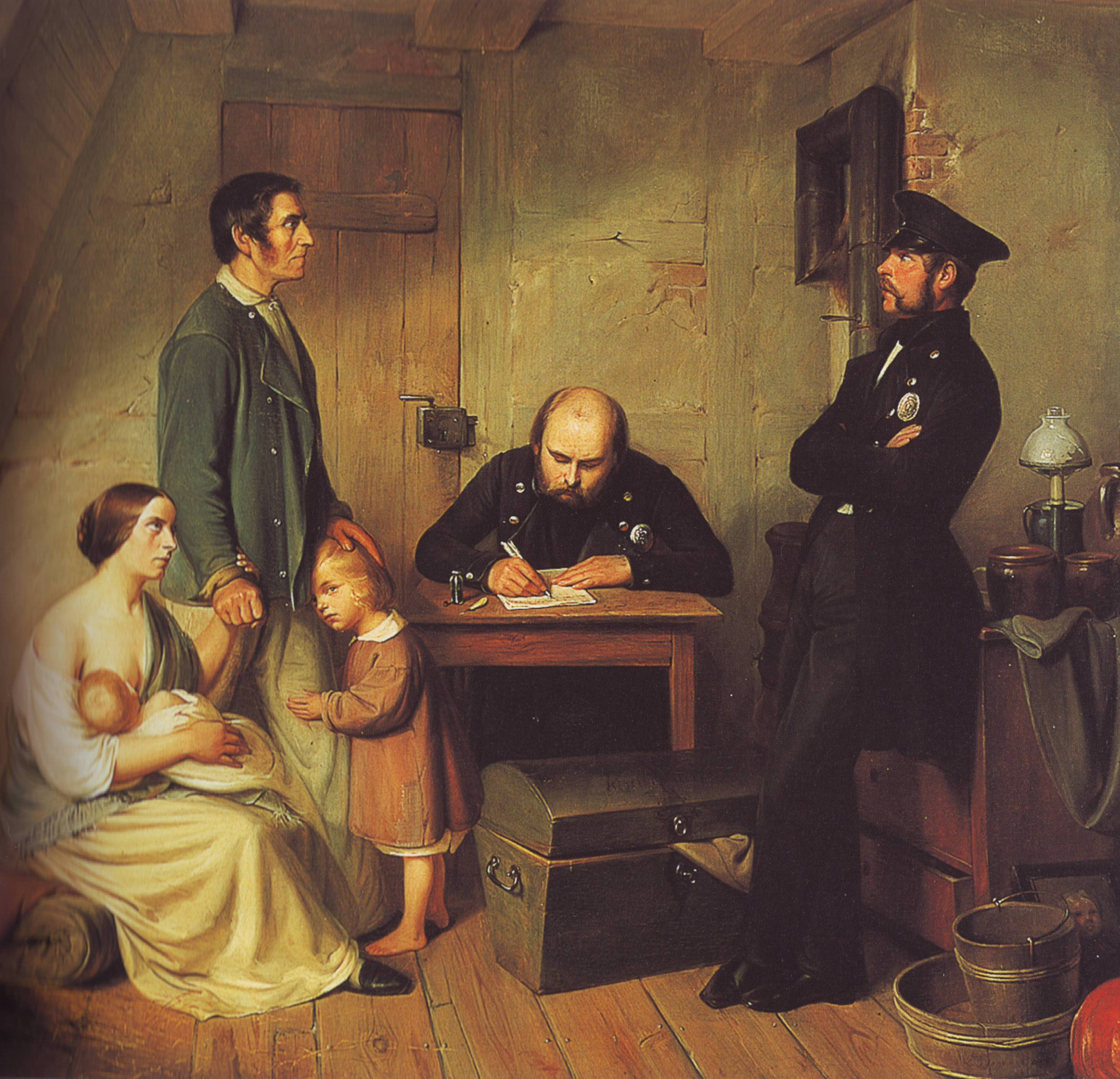
Die Auspfändung, 1847

Leopold Bendix, Sohn des Kleiderhändlers Bendix Joseph Elkisch (1775 oder 1777–1864) und dessen Frau Hendel, geborene Burg (1786–1865), entstammte einer jüdischen Berliner Kaufmannsfamilie, die den Namen Bendix als Familiennamen erst 1842/1843 annahm. Er wurde 1834 Schüler im Atelier von Wilhelm Herbig in Berlin. 1835 bis 1839 studierte er an der Düsseldorfer Kunstakademie bei Theodor Hildebrandt. In den Jahren 1841/1842 hielt er sich in Paris auf, wo er Schüler im Atelier von Paul Delaroche war. Ab 1871 war er Mitglied im Verein Berliner Künstler. Er war verheiratet, aber wohl kinderlos. Sein Grab ist auf dem jüdischen Friedhof in Berlin-Weißensee neben dem seiner Frau Caroline, geborene Wernicke, erhalten.

## Tätigkeit
Bendix schuf zunächst Kompositionen zu biblischen und historischen Begebenheiten, wechselte jedoch etwa ab 1840 zunehmend zur „erzählenden Malerei“, die innerhalb der Düsseldorfer Malerschule durch eine außerhalb des Mainstreams agierende Gruppe, zu der etwa Carl Hübner, Rudolf Jordan oder Henry Ritter gehörten, vertreten wurde. Sozialkritische Themen, wie etwa im Gemälde „Die Auspfändung“ von 1847 waren durch entsprechende Tendenzen in Werken der Düsseldorfer Maler Peter Schwingen und Johann Peter Hasenclever angeregt. Sie wurden in der Berliner Kritik entsprechend als „Tendenzmalerei“ abgewertet. Seit den 1840er Jahren entstanden auch zahlreiche Bildnisse. Zwischen 1834 und 1870 nahm er regelmäßig an der Berliner Akademie-Ausstellung teil und war häufig in den Ausstellungen u. a. der Kunstvereine in Düsseldorf (Kunstverein für die Rheinlande und Westfalen), Königsberg und Breslau, 1869 auch in der Münchner internationalen Jahresausstellung vertreten.

## Werke
- Selbstbildnis, 1834 Berliner Akademische Kunstausstellung
- Kränzewindendes Mädchen, 1837 Berliner Akademische Kunstausstellung
- Der Prophet Elias in der Wüste, 1838; 1838 Berliner Akademische Kunstausstellung; 1839 Kunstvereins-Ausstellung Königsberg i.Pr.
- Erminia auf der Zinne, 1839; 1839 Berliner Akademische Kunstausstellung
- Der Abschied der Maria Stuart auf ihrem Weg zum Blutgerüst vom Haushofmeister Melvil, 1840 Berliner Akademische Kunstausstellung
- Ein badendes Mädchen, 1840 Berliner Akademische Kunstausstellung
- Weibliches Bildnis / Männliches Bildnis 1840 Berliner Akademische Kunstausstellung
- Szene in einem Postwagen, 1842 Berliner Akademische Kunstausstellung
- Angenehmes Zusammentreffen, 1842 Berliner Akademische Kunstausstellung
- Italienerin von der Insel Ischia, 1842 Berliner Akademische Kunstausstellung
- Porträt Guillaume Lévesques, 1842, Öl/Lw, 10 × 11,2 cm, Ottawa, Library and Archives Acc. No. 1989-289-1
- Morgenvergnügen eines alten Junggesellen, 1843 Kunstvereinsausstellung Königsberg i.Pr.; 1844 Berliner Akademische Kunstausstellung
- Reisende Schauspielergesellschaft, 1844 Berliner Akademische Kunstausstellung; 1845 Kunstvereinsausstellung Königsberg i.Pr.
- Maria Stuart und Rizzio musizierend, 1844 Berliner Akademische Kunstausstellung
- Bildnis einer stehenden Dame, 1844
- Mädchen im Walde, 1845 Berliner Akademische Kunstausstellung
- Albert und Julie Rathenau, 1845, Berlin, Jüdisches Museum, Inv.-Nr.: GEM 81/10/0.
- Jenny und Gustav Rathenau, um 1845, Berlin, Jüdisches Museum; Inv.-Nr.: GEM 81/11/0.
- Der Liederliche am Krankenlager seiner Frau, 1846 Berliner Akademische Kunstausstellung; 1857 Kunstvereinsausstellung Königsberg i.Pr.
- Die Auspfändung, 1847; 1848 Berliner Akademische Kunstausstellung; 1993 Wuppertal, Sammlung Volmer.
- Die Gratulation, 1859 Kunstvereinsausstellung Königsberg i.Pr. und Ausstellung des schlesischen Kunstvereins in Breslau
- Schöne Frau, ihr Spiegelbild betrachtend, 1868
- Alba in Rudolstadt, 1869 München, Jahresausstellung im kgl. Glaspalast